# Pseudepeolus fasciatus
Pseudepeolus fasciatus är en biart som beskrevs av Holmberg 1886. Pseudepeolus fasciatus ingår i släktet Pseudepeolus och familjen långtungebin. Inga underarter finns listade i Catalogue of Life.